# سكان الدولة العثمانية
يُشكل احتساب عدد سكان الدولة العثمانية موضع جدال بين المؤرخين، ذلك لأن المصادر الأولى التي تشير لهذه المسألة ضئيلة ومبهمة. ولم تعتمد الدولة العثمانية إحصاءً للسكان باستخدام الأساليب الحديثة حتى سنة 1831م، ولم يظهر الإحصاء الرسمي الأول حتى سنة 1881م، إلا أن هذه الإحصاءات لا تساعد بالرغم من هذا على تحديد إجمالي عدد السكان، فإحصاء سنة 1831 على سبيل المثال احتسب الرجال فقط دون النساء ولم يُغطِ كافة أنحاء الدولة.

## اللغة
كان هناك ثلاث لغات كبرى سائدة في الدولة العثمانية: التركية، وهي اللغة الأم للأتراك، وقد تكلّم بها أغلبية سكان الأناضول وتراقيا، بالإضافة إلى المسلمين البلقانيين عدا الألبان وسكان البوسنة، وبطبيعة الحال انتشرت اللغة التركية بين الأشخاص المثقفين من غير الأتراك وبشكل خاص أولئك الموظفين في الدوائر الحكومية. كذلك كان للغة الفارسية انتشار محدود بين المثقفين العثمانيين، أما ثاني لغة من حيث الأهمية فكانت اللغة العربية، وقد تكلمها سكان المناطق العربية الخاضعة للحكم العثماني، بالإضافة إلى الأتراك وباقي الشعوب المسلمة في الدولة، كونها لغة الدين الإسلامي، غير أن من أتقنها وتكلمها بطلاقة كما العرب كان الطبقة المثقفة أيضًا. كانت اللغة التركية هي اللغة الرسمية للدولة العثمانية، وتختلف اللغة التركية العثمانية عن اللغة التركية الحديثة، من ناحية أنها كانت أكثر تأثرًا باللغتين العربية والفارسية، واقتبست منهما مصطلحات عديدة اختفت اليوم من المعجم التركي.
انتشرت بعض اللغات الأخرى على نطاق ضيّق في الدولة العثمانية، ومنها: الكردية، والصربية، واليونانية، والمجرية، والأرمنية، والبلغارية، كذلك كان لبعض الطوائف لغاتها الطقسية الخاصة، مثل السريانية والقبطية للمسيحيين الشوام والمصريين، والعبرية بالنسبة لليهود. اقتبس العرب، وبشكل خاص الشوام والمصريين عدد من الكلمات التركية وأصبحت تشكل جزءًا من لغة التواصل اليومية في بلادهم، ومن هذه الكلمات: بصمة، وأصلها «باصماق» وتشير إلى وطأة القدم؛ «بلكي» وتعني التوقع والاحتمال؛ «بويا» أصلها «بوياغ» وتعني الطلاء؛ «جمرك» وتعني الضريبة التي تؤخذ على البضائع، «دوغري» أصلها «دوغرو» وتعني المستقيم، وتُستخدم أيضًا للإشارة في السير إلى الأمام؛ «أوضة» أصلها «أودة» وتعني غرفة؛ «برطمان» أي إناء زجاجي، وكلمات أخرى كثيرة.

## الدين

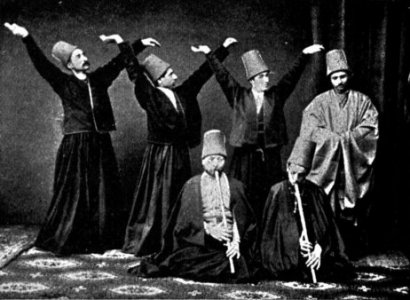
دراويش مولويون من سنة 1887.

كان الإسلام هو الدين الرسمي في الدولة العثمانية، وقد اعتنقته الأغلبية الساحقة من السكان في الولايات الآسيوية والأفريقية، وفي بعض أنحاء البلقان، وفقًا للمذهب السني، وكان هناك أقلية شيعية تنتشر بشكل رئيسي في بعض مناطق العراق كالنجف وبعض أنحاء الشام، كذلك كان هناك نسبة قليلة من الدروز والعلويين في لبنان وسوريا وفلسطين والأناضول. اتبع عدد من المسلمون العثمانيون الأتراك، بما فيهم كثير من السلاطين، عدّة طرق صوفية، ومنها الطريقة البكداشية والماتردية والباطنية والمولوية. ظهرت خلال العهد العثماني حركة عقائدية صوفية كبرى ذات أبعاد سياسية واقتصادية، وانطوت على محاولة التقريب بين الإسلام والمسيحية واليهودية، تلك كانت حركة الشيخ «بدر الدين»، وهي تتصدر أهم الحركات الدينية والاجتماعية على مدار التاريخ العثماني، كون الداعي لها قال ببعض الأفكار التي تناقض المعتقدات الإسلامية، ومنها إنكار الجنة والنار ويوم القيامة والملائكة والشياطين، وقصّر الشهادة على قسمها الأول، أي «لا إله إلا الله» وحذف نصفها الثاني، أي «محمد رسول الله»، ودعا إلى الزهد المطلق والمهدي المنتظر. وقد تمكنت هذه الدعوة من جذب الكثير من المسيحيين وقليل من اليهود وعدد من المسلمين، وقد استطاع العثمانيون إيقاف هذه الدعوة وتحجيمها، لكن اتباعها استمروا، وأصبحوا يعرفون باسم «العلاهيين».

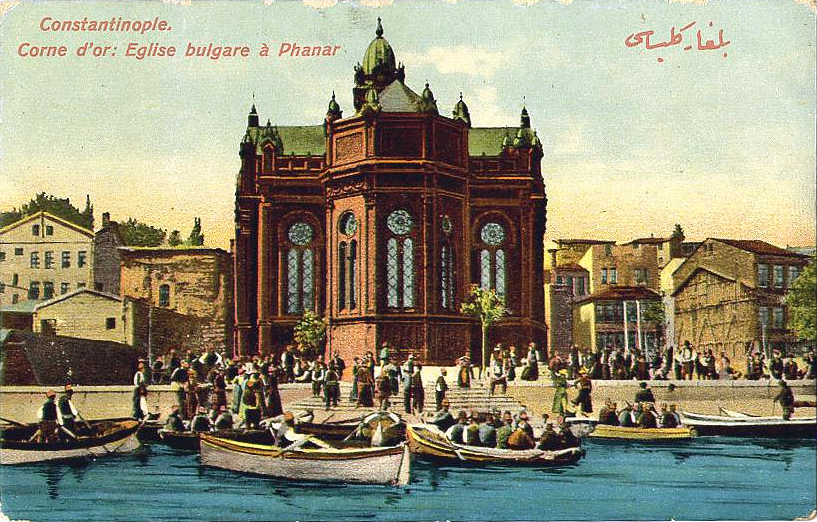
بطاقة بريدية عثمانية من أوائل القرن العشرين تُظهر كنيسة القديس أسطفان البلغارية في الآستانة.

سمح العثمانيون لليهود والمسيحيين أن يمارسوا شعائرهم الدينية بحرية تحت حماية الدولة، وفقًا لما تنص عليه الشريعة الإسلامية، وبهذا فإن أهل الكتاب من غير المسلمين كانوا يعتبرون رعايا عثمانيين لكن دون أن يُطبق عليهم قانون الدولة، أي أحكام الشريعة الإسلامية، وفرض العثمانيون، كجميع الدول الإسلامية من قبلهم، الجزية على الرعايا غير المسلمين مقابل إعفائهم من الخدمة في الجيش. كانت الملّة الأرثوذكسية أكبر الملل غير الإسلامية في الدولة العثمانية، وقد انقسم أتباعها إلى عدّة كنائس أبرزها كنيسة الروم، والأرمن، والأقباط، والبلغار، والصرب، والسريان، وكانت هذه الكنائس تُطبق قانون جستنيان في مسائل الأحوال الشخصية. خصّ العثمانيون المسيحيين الأرثوذكس بعدد من الامتيازات في مجاليّ السياسة والتجارة، وكانت هذه في بعض الأحيان بسبب ولاء الأرثوذكسيين للدولة العثمانية. اتبع بعض المسيحيين الخاضعين للدولة العثمانية المذهب الكاثوليكي، لكنهم كانوا يشكلون أقلية طيلة عهد الدولة، وقد انتمت معظم الكنائس الكاثوليكية إلى الفرع الشرقي، وأبرزها: الكنيسة المارونية والكنيسة الآشورية والروم الكاثوليك وغيرها. كانت علاقة الدولة العثمانية ببعض الكنائس علاقة سلمية أغلب عهدها، فكان الروم الأرثوذكس يذعنون عن طيب خاطر للسلطان طالما لم يتعرض لهم أحد في دينهم، وسمح السلاطين، وأولهم محمد الفاتح، سمحوا للأرمن ببناء كنائسهم داخل حدود الآستانة، فيما كان البيزنطيين يعتقدون أن الأرمن هراطقة ولم يسمحوا لهم بممارسة شعائرهم داخل جدران القسطنطينية، وأعطى العثمانيون للموارنة امتيازًا ميزهم عن سائر الطوائف المسيحية، وهو عدم وجوب طلب البطريرك والمطارنة الفرمان من الباب العالي، كي تعترف الحكومة بسلطتهم على رعاياهم، وأعاد العثمانيون إنشاء الكنيسة البلغارية الأرثوذكسية، بعد أن كانت قد حُلّت سابقًا ودُمجت في جسم كنيسة الروم الأرثوذكس.

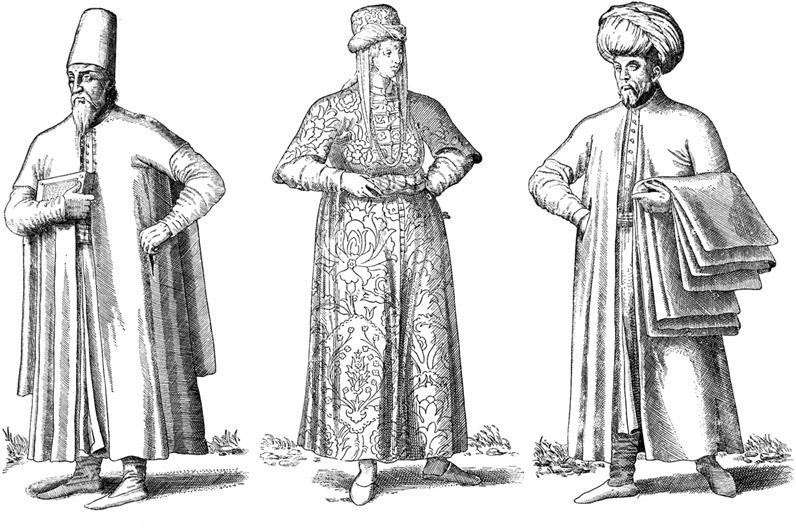
رسم ليهود عثمانيين من القرن السابع عشر.

سكن اليهود مناطق عديدة من الدولة العثمانية، وقد ازداد عدد اليهود السفارديون بعد سقوط الأندلس، عندما وفدت جموع منهم إلى جانب الأندلسيين المسلمين إلى أنحاء مختلفة من الدولة، وبشكل خاص الآستانة وسالونيك وبعض مدن الشام ومصر، وكان رئيس الطوائف اليهودية يُعرف باسم «حاخام باشي» أو «باشا الحاخامات». يقول بعض المؤرخين أن اليهود العثمانيين لعبوا دورًا في إسقاط الدولة العثمانية عن طريق تعاونهم مع اليهود الأوروبيون والداعين للصهيونية، كما وساهموا في تشويه صورة الدولة لاحقًا، ويوضح آخرون أن سياسة الدولة العثمانية كانت تقوم على تشجيع اليهود على الهجرة إلى ممتلكاتها، غير أنها كانت تخشى أن يقيم اليهود دولة لهم في منطقة حول القدس، فيؤدي ذلك إلى فصم بلاد الشام منها، والاستئثار بالمدينة المقدسة.
ساءت علاقة العثمانيين بالعديد من الطوائف غير الإسلامية في أواخر عهد الدولة لأسباب مختلفة، منها بروز الحركات القومية التي تبنتها شعوب غالبًا ما كانت تتعاطف معها بعض الطوائف كونها تنتمي لذات القومية أو المذهب الديني، وعند نشوب الحرب العالمية الأولى ضيّق العثمانيون الخناق على الرعايا المسيحيين منعًا لحصول أي اتصال بينهم وبين أعداء الدولة من البريطانيين والروس والفرنسيين، وخلال هذه الفترة ارتكبت الدولة بضعة أعمال واتخذت بعض الإجراءات التي نجم عنها قتل وتشريد الكثير من المسيحيين واليهود، وقد اعتبر البعض هذه الأعمال مجازر ومذابح هادفة لاضطهاد الأقليات الدينية، فيما اعتبرها آخرون أعمال قد تقوم بها أي دولة في زمن الحرب للحفاظ على أمنها.